# Kościół Nawiedzenia Najświętszej Maryi Panny w Polanowicach
Kościół Nawiedzenia Najświętszej Maryi Panny – rzymskokatolicki kościół parafialny, położony we wsi Polanowice (gmina Byczyna). Kościół należy do parafii Nawiedzenia Najświętszej Maryi Panny w Polanowicach w dekanacie Wołczyn, diecezji kaliskiej.
20 lipca 2009 roku kościół wraz z cmentarzem kościelnym i ogrodzeniem (mur kamienny) został wpisany do rejestru zabytków Narodowego Instytutu Dziedzictwa pod numerem A-96/2009.

## Historia kościoła
Kościół wzniesiony został w 1913 roku, jako murowana, neogotycka świątynia ewangelicka, w miejscu poprzedniego drewnianego. W czasie budowy został zainstalowany zabytkowy XV-wieczny dzwon, który w czasie II wojny światowej zdemontowano i wywieziono do Hamburga w Niemczech. Po zakończeniu działań wojennych, kościół przeszedł w ręce katolików i został kościołem parafialnym parafii w Polanowicach. Dnia 14 lutego 2013 roku, uchwałą Radą Powiatu w Kluczborku, została przyznana dotacja na konserwację i renowację kościelnych witraży.